# Salomé Pradas Ten
Salomé Pradas Ten   (Castelló de la Plana, 10 de setembre de 1978) és una advocada i política valenciana, ha estat consellera de la Generalitat Valenciana en la XI Legislatura presidida per Carlos Mazón.

## Biografia
El 2000 es llicencià en dret a la Universitat Jaume I i des de 2001 exerceix com a advocada de l'Il·lustre Col·legi d'Advocats de Castelló. Alhora, des de 2008 és professora associada del Departament de Dret Privat de la Universitat Jaume I de Castelló, on fa classes de dret mercantil. Militant del Partit Popular (PP), des de 2012 és secretària d'organització i de la Junta local de Castelló de la Plana.
L'abril de 2014 fou nomenada directora general de Medi Natural de la Conselleria d'Infraestructures, Territori i Medi Ambient de la Generalitat Valenciana, càrrec que va exercir fins a juny de 2015. A les eleccions municipals de 2015 fou elegida regidora de l'Ajuntament de Castelló de la Plana, i a les eleccions generals espanyoles de 2015, 2016, d'abril de 2019 i novembre de 2019 fou elegida senadora per Castelló.

### Consellera de la Generalitat
Va resultar elegida diputada per Castelló a les Corts Valencianes a les eleccions de 2023, però va renunciar en ser nomenada consellera de Medi Ambient, Aigua, Infraestructures i Territori del nou govern de coalició entre el PP i Vox presidit per Carlos Mazón. Posteriorment, amb l'eixida de Vox de l'executiu valencià i la consegüent reestructuració del Consell del 12 de juliol de 2024, Pradas va passar a ser consellera de Justícia i Interior, en substitució d'Elisa Núñez.
Com a consellera de Justícia i Interior va ser la responsable de les emergències durant el temporal de la DANA de tardor de 2024 que va provocar més de 200 morts a diverses comarques valencianes. Va ser destituïda pel president Mazón dividint la conselleria en la conselleria d'Emergències i Interior, dirigida per Juan Carlos Valderrama, i la conselleria de Justícia i Administració Pública encapçalada per Nuria Martínez.
Durant la gestió de la catàstrofe Salomé Pradas va realitzar diverses declaracions públiques que generaren molta confusió sobre com havia pres les decisions o sobre quin era el seu grau de capacitat de coneixements per a la presa de decisions al respecte, arribant a afirmar que desconeixia el sistema d'alertes a la població a través dels telèfons mòbils.